# Grana (pigmento)

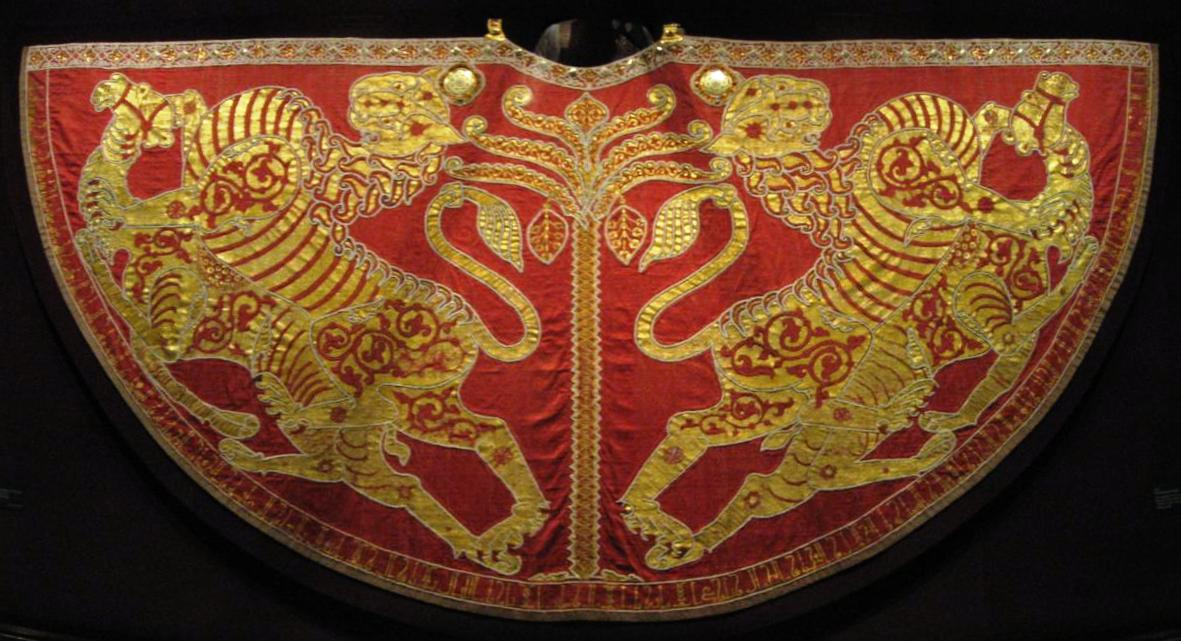
El manto de coronación de Rogelio II de Sicilia, teñido con kermes y decorado con hilo dorado y perlas.

Grana, quermes o kermes es un pigmento rojo derivado de los cuerpos deshidratados de las hembras de un insecto de la familia Coccoidea dentro del género Kermes, principalmente Kermes vermilio. Los insectos viven de la savia de ciertos árboles, especialmente Quercus coccifera, en la región mediterránea. La palabra castellana carmesí o la palabra inglesa crimson derivan de la palabra árabe kermes, y muchas otras lenguas tienen una palabra equivalente a «rojo» que se deriva del extensivo uso del pigmento en tiempos medievales por su vivo color. El uso de este pigmento es de origen antiguo; se han hallado jarras de este tono en las cuevas del neolítico de Adaoutse en Bocas del Ródano.
Se venía usando desde el S XVIII A.C. para los ropajes de prestigio la tinción púrpura, extraída del caracol marino Bolinus brandaris, y su uso se prolongó hasta que el Papa Paulo II decidió substituir para el hábito de los prelados el color púrpura de los moluscos por el rojo de los insectos del género Kermes. Las sedas de los ricos color carmesí y escarlata eran teñidas con quermes en centros ubicados en Italia y Sicilia, excediendo al legendario púrpura de Tiro «en estatus y demanda». El material de tintura se conocía como «grana» en todos los idiomas de Europa Occidental porque las hembras de las que se extrae son esferoidales, semejantes a semillas, y de los textiles teñidos con quermes se decía que eran «teñidos de grana». La lana se teñía frecuentemente de azul con isátide antes del hilado y preparación de las madejas; luego de esto se teñían con quermes ciertas partes, para producir una amplia gama de colores que iban desde negros a grises y pardos, púrpuras y diferentes tonos de rojo.
Hacia principios del siglo XIV y principios del XV, la grana de quermes era «de lejos la más estimada y demandada» para textiles y lana de lujo en los Países Bajos, Inglaterra, Francia, España e Italia.
Tras la conquista hispánica del Imperio Azteca, la cochinilla mexicana, que producía un pigmento más fuerte que podía ser usado en menor cantidad, reemplazó al quermes en Europa.

## Como color
El color quermes es un rojo oscuro y fuerte, propio del pigmento homónimo. Puede ser sinónimo o equivalente al rojo quermes, carmesí, carmín, grana o carmes.
|            | Quermes            |
| HTML       | #C42D45            |
| CMYK       | (22, 98, 70, 0)    |
| RGB        | (196, 45, 69)      |
| HSV        | (350°, 77 %, 77 %) |
| Referencia | [ 9 ]              |